# Kanton Beaumont-sur-Sarthe
Kanton Beaumont-sur-Sarthe is een voormalig kanton van het Franse departement Sarthe. Kanton Beaumont-sur-Sarthe maakte deel uit van het arrondissement Mamers en telde 7643 inwoners (1999). Het werd opgeheven bij decreet van 24 februari 2014, met uitwerking op 22 maart 2015. Alle gemeenten werden opgenomen in het kanton Sillé-le-Guillaume.

## Gemeenten
Het kanton Beaumont-sur-Sarthe omvatte de volgende gemeenten:
- Assé-le-Riboul
- Beaumont-sur-Sarthe (hoofdplaats)
- Chérancé
- Coulombiers
- Doucelles
- Juillé
- Le Tronchet
- Maresché
- Piacé
- Saint-Christophe-du-Jambet
- Saint-Germain-sur-Sarthe
- Saint-Marceau
- Ségrie
- Vernie
- Vivoin